# Колезев, Дмитрий Евгеньевич
Дми́трий Евге́ньевич Ко́лезев (род. 14 декабря 1984, Каменск-Уральский, Свердловская область) — российский журналист, руководитель интернет-издания It’s My City, посвящённого жизни в Екатеринбурге. В прошлом — ведущий журналист и руководитель интернет-изданий «Ура.ру» и «Znak.com», главный редактор московского издания Republic.

## Биография
Родился 14 декабря 1984 года в Каменске-Уральском Свердловской области в семье журналистов.
Окончил гимназию № 9 в Екатеринбурге и факультет журналистики Уральского государственного университета. Работал в изданиях «УралПолит. Ру», «Ура.ру», Znak.com.

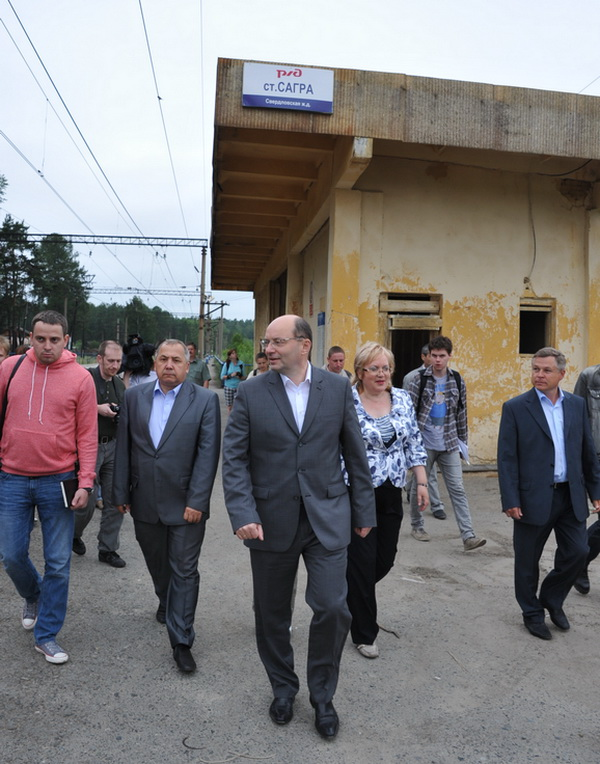
Дмитрий Колезев (крайний слева) вместе с губернатором Свердловской области посещает посёлок Сагра в качестве журналиста «Ура.ру»

В издании Ура.ру был одним из ведущих журналистов наряду с Михаилом Вьюгиным (прежде всего они вступали в качестве колумнистов). 29 ноября 2012 года стал одним из ключевых фигурантов раскола первой редакции Ура.ру, когда Михаил Вьюгин объявил о разрыве отношений с Колезевым и главным редактором Аксаной Пановой, взяв издание под свой контроль. В ответ Колезев и Панова создали «Znak.com».
Шеф-редактором Znak.com Дмитрий Колезев был назначен в феврале 2019 года, до этого он был заместителем Аксаны Пановой. Колезев был одним из ключевых свидетелей в ходе процесса над ней, широко освещавшегося СМИ, в том числе мировыми. 1 августа 2020 года покинул пост шеф-редактора Znak.com.
Регулярно публикует заметки и мнения по общественно-политическим вопросам в блогосфере и социальных сетях, на его каналы подписаны десятки тысяч человек. В ЖЖ представлен с 2003 года, в конце 2010-х годов вещание сконцентрировал в телеграме, ютубе, фейсбуке и твиттере.
Постоянный член жюри журналистской премии «Редколлегия». В 2020 году выступил как один из авторов литературного фантастического сборника «Жутко близко».
В июне 2021 года был назначен главным редактором издания Republic без оставления поста в It’s My City. Работал главным редактором Republic до мая 2024 года.
Также в 2021 году вошёл в совещательный «Совет неравнодушных горожан» при мэрии Екатеринбурга.
После начала вторжения России на Украину в 2022 году уехал в Литву, а затем в Португалию.
9 ноября 2022 года стало известно, что Колезев объявлен в розыск. Уголовное дело возбуждено по ст. 207.3 УК РФ (публичное распространение заведомо ложной информации о ВС РФ).
18 ноября 2022 года Минюст России внёс Колезева в список «иностранных агентов».
В июне 2024 года Басманный районный суд Москвы, по просьбе Следственного комитета России, заочно арестовал Колезева по делу о фейках о российской армии.
24 декабря 2024 года на Колезева завели новое уголовное дело, на этот раз за нарушение закона об «иноагентах» (часть 2 статьи 330.1 УК РФ). Колезеву вменили неисполнение обязанностей «иноагента».
26 июля 2025 года Росфинмониторинг внес Дмитрия Колезева в реестр экстремистов и террористов.

## Интервью
- Дмитрий Колезев и Лев Шлосберг: «Уехавшие и оставшиеся» / Люди мира // ГражданинЪ TV. 19 января 2023.